# TAS2R39
TAS2R39 (англ. Taste 2 receptor member 39) – білок, який кодується однойменним геном, розташованим у людей на короткому плечі 7-ї хромосоми. Довжина поліпептидного ланцюга білка становить 338 амінокислот, а молекулярна маса — 38 626.
| 10         |  | 20         |  | 30         |  | 40         |  | 50         |
| ---------- |  | ---------- |  | ---------- |  | ---------- |  | ---------- |
| MLGRCFPPDT |  | KEKQQLRMTK |  | LCDPAESELS |  | PFLITLILAV |  | LLAEYLIGII |
| ANGFIMAIHA |  | AEWVQNKAVS |  | TSGRILVFLS |  | VSRIALQSLM |  | MLEITISSTS |
| LSFYSEDAVY |  | YAFKISFIFL |  | NFCSLWFAAW |  | LSFFYFVKIA |  | NFSYPLFLKL |
| RWRITGLIPW |  | LLWLSVFISF |  | SHSMFCINIC |  | TVYCNNSFPI |  | HSSNSTKKTY |
| LSEINVVGLA |  | FFFNLGIVTP |  | LIMFILTATL |  | LILSLKRHTL |  | HMGSNATGSN |
| DPSMEAHMGA |  | IKAISYFLIL |  | YIFNAVALFI |  | YLSNMFDINS |  | LWNNLCQIIM |
| AAYPASHSIL |  | LIQDNPGLRR |  | AWKRLQLRLH |  | LYPKEWTL   |  |            |

A: Аланін

C: Цистеїн

D: Аспарагінова кислота

E: Глутамінова кислота

F: Фенілаланін

G: Гліцин

H: Гістидин

I: Ізолейцин

K: Лізин

L: Лейцин

M: Метіонін

N: Аспарагін

P: Пролін

Q: Глутамін

R: Аргінін

S: Серин

T: Треонін

V: Валін

W: Триптофан

Кодований геном білок за функціями належить до рецепторів, g-білокспряжених рецепторів, білків внутрішньоклітинного сигналінгу. 
Локалізований у мембрані.